# Zofka Kveder

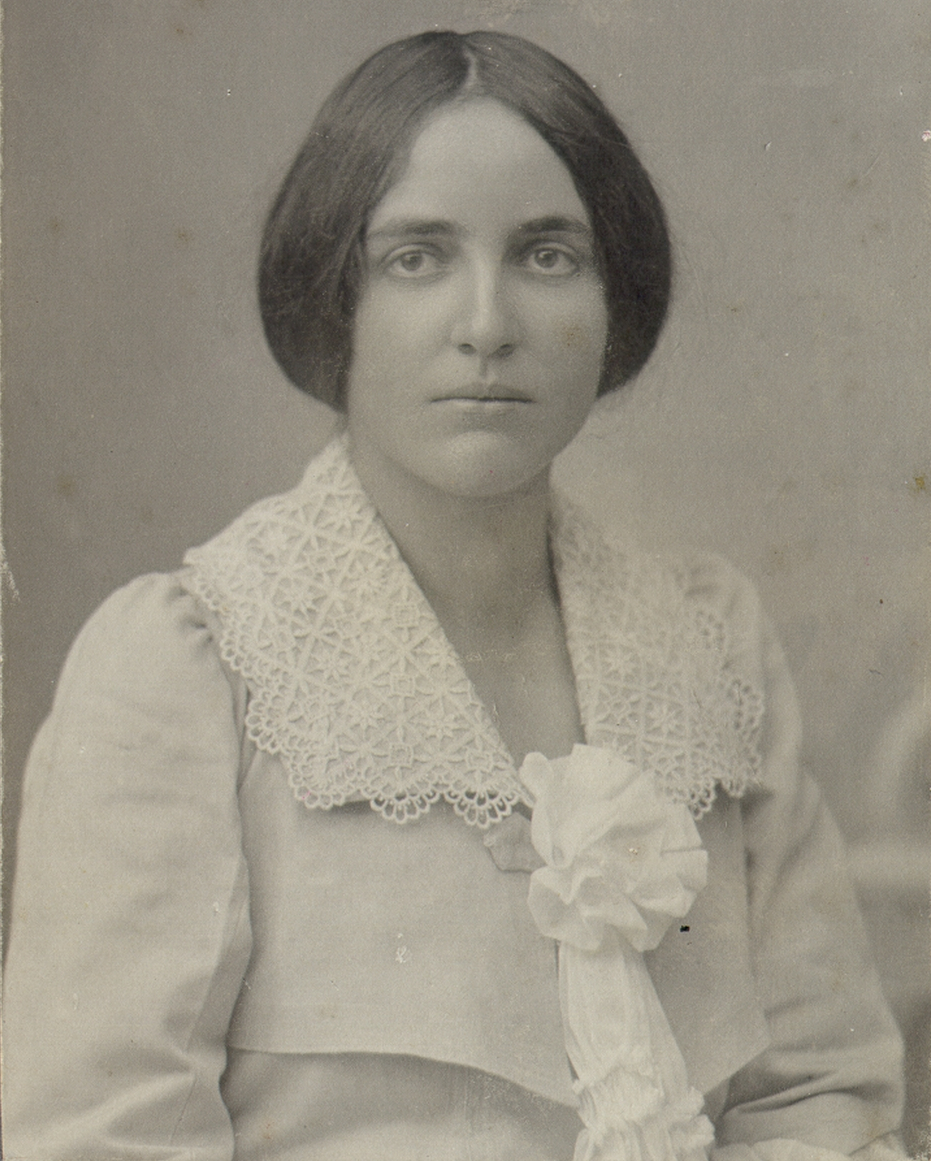
Zofka Kveder

Zofka Kveder, född 22 april 1878 i Ljubljana, Slovenien, Österrike-Ungern, död 21 november 1926 i Zagreb, Kroatien, Kungariket Jugoslavien, var en slovensk författare. Hon anses vara en av de första kvinnliga slovenska författarna. Teman hon skrev om, som omgivningen, ärftligheten och erotiken, beskrev hon på ett naturalistiskt sätt. Den rättslösa kvinnan var huvudtemat i hennes verk. 

## Hennes liv
När Zofka Kveder var barn bodde hon i Loški Potok i Notranjska. Hennes far hade alkoholproblem och detta sägs ha påverkat Kveders barndom mycket. Hon lämnade sitt barndomshem när hon var mycket ung, för att flytta till Ljubljana. I Ljubljana fick hon arbete på en advokatbyrå som tillhörde politikern Ivan Šusteršics. 
Efter ett tag flyttade hon till Trieste där hon arbetade med tidningarna Edinost (Enighet) och Slovenka (Slovenskan). Kveder började skicka in sina egna texter till dessa tidningar men också till andra tidningar som Dom in Svet (Hemmet och världen) 1898. Tidningarna publicerade vissa av hennes verk och det var så hon fick in en fot i den litterära världen. 
Kveder gav ut sin första bok 1900. Den heter Misterij žene (Kvinnans mysterium). Många av hennes verk handlar om hennes egna erfarenheter som kvinna och sådant som hon hade observerat vid olika tillfällen. Hon bodde ett tag i Schweiz och i Prag (1900-1907). När hon var i Schweiz närvarade hon vid några universitetsföreläsningar. I Prag 1904 arbetade Kveder som redaktör för tidskriften Domaci prijatelj (Hemmets vän). Det var en tidskrift som skickades till nästan varje slovenskt hus månadsvis. Hon flyttade sedan till Zagreb i samband med att ha gift sig med den kroatiske modernistiske poeten Vladimir Jelovšek. De fick tre döttrar tillsammans. 
Efter ett tag skiljde sig Kveder från Vladimir Jelovšek och gifte sig med den socialdemokratiske politikern Juraj Demetrović. Zofka Kveder började ge ut sitt verk: Jugoslovanska žena (Jugoslavisk kvinna) 1917, som i början hette Ženski svijet (Kvinnovärlden). En av Kveders viktigaste verk heter Amerikanci (Amerikanerna). Detta verk gav hon ut 1908 och det handlar om orsakerna till utvandringen, som fattigdom och besvikelse. 

## Ett urval av Kveders verk
- Ljubezen (Kärleken) 1901 – En samling drama-uppsatser.
- Odsevi (Reflektioner) 1902
- Iz naših krajev (Från våra bygder) 1903
- Iskre (Gnistor) 1905
- Njeno življenje (Hennes liv) 1918 – Detta var det sista verket som skrivits av Kveder på slovenska. I detta verk tar hon troligen itu med traumat och smärtan som hennes fars alkoholproblem orsakat i hennes liv.